# Leptotrichus tauricus
Leptotrichus tauricus är en kräftdjursart som beskrevs av Gustav Budde-Lund 1885. Leptotrichus tauricus ingår i släktet Leptotrichus och familjen Porcellionidae. Inga underarter finns listade i Catalogue of Life.